# Kambiz Hosseini

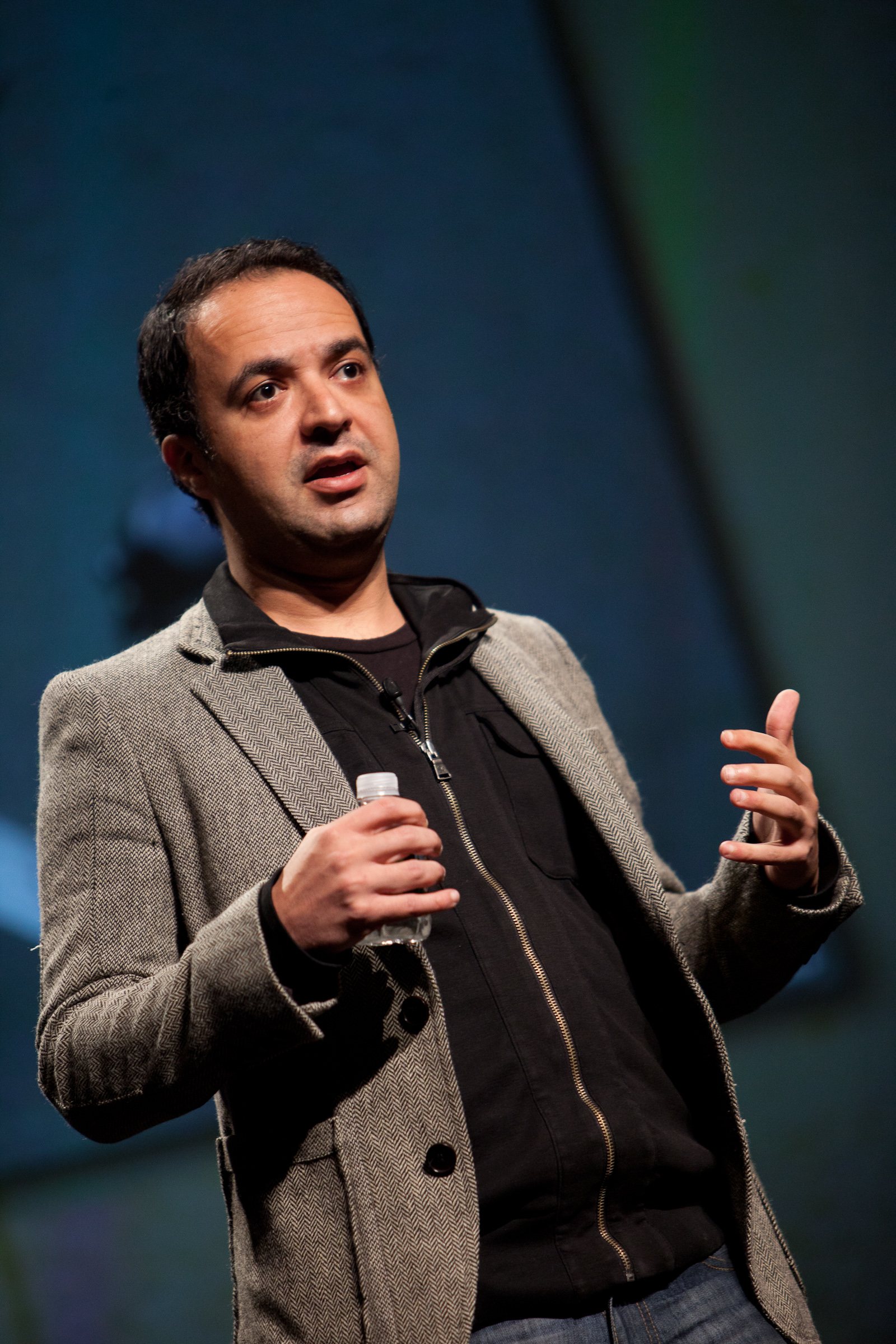
Kambiz Hosseini, Camden (Maine), die Vereinigten Staaten

Kambiz Hosseini (anhörenⓘ persisch کامبیز حسینی [cɑmbiz ɛ hosɛjni]; * 1. August 1975 in Rascht) ist ein iranischer Komiker,  Moderator, Schauspieler und Schriftsteller. Er ist bekannt als Fernsehmoderator der Parazit-Sendung bei der Voice of America - Persian News Network. Zurzeit lebt er in New York und produziert einen wöchentlichen Podcast unter dem Titel Um 5 Uhr abends. Dieser Podcast beschäftigt sich mit der Menschenrechtssituation im Iran. Er war Moderator der Prazit-Sendung bei VOA-PNN von 2009 bis 2012. Die Sendung hatte mehr als 30 Millionen Zuschauer weltweit und wurde von Kritikern gelobt.